# Алверка (футбольний клуб)
«Алверка» (порт. Futebol Clube de Alverca) — португальський футбольний клуб, який базується в місті Алверка-ду-Рібатежу. З сезону 2025—2026 років клуб буде грати в Прімейрі, найвищому дивізіоні португальського футболу.

## Історія
Клуб «Алверка» був заснований 1 вересня 1939 року. Після багатьох десятиліть перебування на нижчих рівнях португальського футболу «Алверка» вийшла до Прімейри 1998 році, та грала там у 4 із наступних 5 сезонів, а також у сезоні 2003—2004 років, у якому команда знову вибула з найвищого дивізіону; протягом більшої частини цього часу «Алверка» виступала як своєрідний фарм-клуб для «Бенфіки». Клуб ще рік грав у другому дивізіоніі, перш ніж припинив виступи з фінансових причин у 2005 році.
У 2006 році «Алверка» реформувалася, та розпочала грати на регіональному рівні в районних лігах Лісабонської футбольної асоціації, а в сезоні 2007—2008 років вийшла до першого дивізіону цієї категорії.
У сезоні 2017—2018 «Алверка» знову вийшла на національний рівень, ставши чемпіоном округу. 17 жовтня 2019 року «Алверка» перемогла клуб «Великої трійки» «Спортінг» з рахунком 2-0 у третьому раунді Кубка Португалії, ставши лише другим клубом третього дивізіону в історії, який вибив лісабонську команду з кубка; іншим був клуб «Тірсенсе» у 1948 році. Інший клуб Прімейри «Ріу Аве» переміг «Алверку» з різницею в один гол у наступному раунді кубку. Автор першого голу у переможному матчі зі «Спортінгом» Алекс Аполінаріо помер у січні 2021 року через кілька днів після того, як знепритомнів у матчі за «Алверку».
У лютому 2025 року Вінісіус Жуніор та його партнери стали співвласниками клубу «Алверка», придбавши від 70 % до 80 % його акцій приблизно за 8-10 мільйонів євро.

## Стадіон
Домашнім стадіоном клубу є «Комплешу Дешпортіву ФК Алверка» місткістю 7705 місць.